# École Ascham
 (octobre 2024).
La mise en forme du texte ne suit pas les recommandations de Wikipédia : il faut le « wikifier ».
Les points d'amélioration suivants sont les cas les plus fréquents. Le détail des points à revoir est peut-être précisé sur la page de discussion.
- Les titres sont pré-formatés par le logiciel. Ils ne sont ni en capitales, ni en gras.
- Le texte ne doit pas être écrit en capitales (les noms de famille non plus), ni en gras, ni en italique, ni en « petit »…
- Le gras n'est utilisé que pour surligner le titre de l'article dans l'introduction, une seule fois.
- L'italique est rarement utilisé : mots en langue étrangère, titres d'œuvres, noms de bateaux, etc.
- Les citations ne sont pas en italique mais en corps de texte normal. Elles sont entourées par des guillemets français : « et ».
- Les listes à puces sont à éviter, des paragraphes rédigés étant largement préférés. Les tableaux sont à réserver à la présentation de données structurées (résultats, etc.).
- Les appels de note de bas de page (petits chiffres en exposant, introduits par l'outil «  Source ») sont à placer entre la fin de phrase et le point final[comme ça].
- Les liens internes (vers d'autres articles de Wikipédia) sont à choisir avec parcimonie. Créez des liens vers des articles approfondissant le sujet. Les termes génériques sans rapport avec le sujet sont à éviter, ainsi que les répétitions de liens vers un même terme.
- Les liens externes sont à placer uniquement dans une section « Liens externes », à la fin de l'article. Ces liens sont à choisir avec parcimonie suivant les règles définies. Si un lien sert de source à l'article, son insertion dans le texte est à faire par les notes de bas de page.
- La présentation des références doit suivre les conventions bibliographiques. Il est recommandé d'utiliser les modèles {{Ouvrage}}, {{Chapitre}}, {{Article}}, {{Lien web}} et/ou {{Bibliographie}}. Le mode d'édition visuel peut mettre en forme automatiquement les références.
- Insérer une infobox (cadre d'informations à droite) n'est pas obligatoire pour parachever la mise en page.

Pour une aide détaillée, merci de consulter Aide:Wikification.
Si vous pensez que ces points ont été résolus, vous pouvez retirer ce bandeau et améliorer la mise en forme d'un autre article.
Ascham School est un internat indépendant, non confessionnel pour filles, situé à Edgecliff, une Banlieue Est de Sydney, en Nouvelle-Galles du Sud, en Australie.
Établie en 1886, l'école a une politique d'admission non sélective et accueille actuellement environ 1 000 élèves de la maternelle à la terminale, dont 100 internes de la 6e à la Terminale.
Ascham adopte une philosophie éducative créée par Helen Parkhurst en 1916 appelée « Plan Dalton ». Le « Plan Dalton » vise à former des leaders indépendants et confiants.
Ascham est membre de l' Alliance des écoles de filles d'Australasie (AGSA), de la Junior School Heads Association of Australia de l'Association des directeurs d'écoles indépendantes d'Australie (AHISA),de l'Association des pensionnats d'Australie, et de l'Association des pensionnats d'Australie et de l'Association des Directeurs d'Écoles de Filles Indépendantes (AHIGS).
Ascham est gérée comme une entreprise à but non lucratif. Tous les fonds doivent être utilisés au profit de l’école. Cette gestion est administrée par le Conseil des Gouverneurs de l'école, qui est élu par les membres de l’école.

## Histoire
L'école Ascham est établie en 1886 par Marie Wallis, en tant qu'école privée, accueillant des filles en externat et en internat, dans une maison mitoyenne à Darling Point. L'école déménage sur son site actuel après l'acquisition du domaine de Glenrock en 1911. Elle est nommée en l'honneur de Roger Ascham, le precepteur de la reine Elizabeth I.
Kathleen Gilman Jones (en) (1880–1942) arrive d’Afrique du Sud en 1914 pour occuper le poste de Co-directrice de l’école. Elle prend ensuite la direction du lycée pour filles de l'Église d'Angleterre de Melbourne.
L'école integre le « Plan Dalton », une méthode pédagogique, en 1922.
Ascham devient une société, Ascham School Limited, en 1937 sous la direction de la directrice Margaret Bailey. Ce choix lui permet de garentir la pérennité de l'établissement. La directrice suivante est Dorothy Whitehead. Elle obtient le grade de major temporaire durant la guerre. Elle poursuit l'application du Plan Dalton, avant de partir en 1961 pour diriger la Firbank Girls' Grammar School.

## Blason de l'école
Le blason de l'école Ascham est conçu en 1911 par  Albert Collins, professeur d'art à Ascham. Dans le magazine scolaire Charivari de décembre 1911, les symboles du blason sont expliqués :  les dauphins représentent l'énergie, la persévérance et la capacité à nager à contre-courant ou avec la marée; les ailes représentent l'aspiration et l'ambition ; la lampe et le livre évoquent l'apprentissage ; et la combinaison du gland et de la graine d'eucalyptus marque l'union historique de la Grande-Bretagne et de l'Australie.

## Campus
Ascham est divisé en trois groupes scolaires, chacune conçue pour correspondre aux différentes étapes du développement éducatif des élèves.
École maternelle
Les plus jeunes élèves, de la maternelle à la 2e année, sont accueillis dans le bâtiment Hillingdon, qui dispose de son propre hall, d'une bibliothèque, de salles de classe et d'un espace de loisirs. L'enseignement est dispensé selon la méthode Spalding.
École primaire
Les élèves de la 3e à la 6e année sont accueillis dans le bâtiment Fiona. Les élèves de l'école primaire bénéficient d'un large éventail de matières académiques ainsi que d'activités extra scolaires variées.
École secondaire
L'école secondaire est réservée aux élèves de la 7e à la 12e année, qui sont instruits selon le Plan Dalton. Cette méthode offre aux élèves plus âgés une plus grande flexibilité tout en leur conférant la responsabilité d'apprendre et de s'engager dans les nombreuses opportunités académiques et culturelles de l'école. Le campus comprend le Packer Theatre, un studio de théâtre, une piscine intérieure chauffée, un gymnase, des courts de tennis, des terrains de jeux, des installations informatiques, des salles d'art, des laboratoires scientifiques et trois bibliothèques.

## Programme d'échange
Ascham a des programmes d'échange avec les écoles de filles suivantes : St Mary's Calne, Royaume-Uni ; City of London School for Girls à Londres ; Havergal College à Toronto ; Nightingale-Bamford School à New York ; Northlands School à Buenos Aires ; Durban Girls' College à Durban ; Institut de la Tour à Paris, St. George's School, Édimbourg, Écosse.

## Directrices
Les personnes suivantes occupent le poste de directrice d’établissement ou un titre antérieur:
| Ordinaire | Nom                   | Poste                  | Date de début | Date de fin | La durée en fonction | Notes |
| --------- | --------------------- | ---------------------- | ------------- | ----------- | -------------------- | ----- |
| 1         | Marie Wallis          | Directrice Fondatrice  | 1886          | 1902        | 15-16 ans            | 7     |
| 2         | Herbert J. Carter     | Directrice             | 1902          | 1914        | 11-12 ans            | 7     |
| 3         | Kathleen Gilman Jones | Co-Directrice          | 1914          | 1916        | 1-2 ans              |       |
| 3         | Margaret Bailey       | Co-Directrice          | 1914          | 1916        | 1-2 ans              |       |
| -         | Margaret Bailey       | Directrice             | 1916          | 1946        | 29-30 ans            | 7     |
| 4         | Hilda Rayward         | Directrice             | 1947          | 1948        | 0-1 ans              | 7     |
| 5         | Dorothy Whitehead     | Directrice             | 1949          | 1961        | 11-12 ans            | 137   |
| 6         | Merrilee Roberts      | Directrice             | 1962          | 1972        | 9-10 ans             | 137   |
| 7         | Rowena Danziger       | Directrice             | 1973          | 2003        | 29-30 ans            | 147   |
| 8         | Susan Preedy          | Directrice             | 2004          | 2005        | 0-1 ans              | 157   |
| -         | Rowena Danziger       | Directrice par intérim | 2005          | 2005        | 0 ans                | 16    |
| -         | Frances Booth         | Directrice par intérim | 2005          | 2005        | 0 ans                | 7     |
| 9         | Louise Robert-Smith   | Directrice             | 2006          | 2012        | 5-6 ans              | 177   |
| 10        | Helen Wright          | Directrice             | 2013          | 2014        | 0-1 ans              | 187   |
| 11        | Andrew Powell         | Chef d'établissement   | 2014          | Titulaire   | 9-10 ans             | 187   |

## Anciennes élèves

### Association des anciennes élèves
L'Ascham Old Girls' Union (AOGU) est fondée en 1899 par des anciennes élèves de l'école. Elle compte aujourd'hui plus de 4 000 anciennes membres. Elle encourage l'implication de tous les anciens étudiants dans la communauté d'Ascham et facilite les contacts entre camarades de classe. l'AOGU soutient financièrement des bourses destinées aux filles et petites-filles d'anciens élèves. Les bénéficiaires de bourses sont soumis à un examen des ressources et à un examen annuel, et ont également l'obligation de défendre les idéaux et les valeurs d'Ascham. L'AOGU envoie trois publications par an à ses membres.

### Arts

#### Arts créatifs
- Beatrice Bligh (1916–1973), jardinière[13].
- Penny Meagher (1935–1995), peintre.

#### Arts litteraires
- Marguerite Dale (1883–1963), auteur dramatique et féministe[14]
- Mia Freedman (1971– ), journaliste[15]
- Sheridan Jobbins (1960– ), journaliste, présentateur et scénariste[16],[17]
- Jill Kitson (1939–2013), journaliste littéraire et animateur[18]
- Sharri Markson (1984– ), journaliste[19]: 9
- Saturday Rosenberg (1952–1998), scénariste et comédien[20],[17]
- Debbie Whitmont, journaliste[19]: 6 .

#### Arts du spectacle
- Sylvia Breamer (1897–1943), actrice[21]
- Marta Dusseldorp (1973– ), actrice[17]
- Joanna McCallum (1950– ), actrice[17]
- Poppy Montgomery (1972– ), actrice
- Lesley Piddington (1925–2016)
- Wendy Playfair (1926– ), actrice[22]
- Lynn Rainbow AM (1942– ), actrice[17]
- Ann Richards (1917–2006), actrice et auteur[23]
- Leila Waddell (1880–1932), violoniste et magicienne[24]
- Arkie Whiteley (1964–2001), actrice[17]
- Betty Who (1991– ), chanteuse et compositrice
- Constance Worth (1911–1963), actrice[25],[26]

### Affaires
- Belinda Hutchinson AC, FRSN (1953– ), femme d'affaires et philanthrope[27]
- Lisa Messenger (1971– ), entrepreneuse et auteur
- Gretel Packer AM (c. 1965– ),investisseuse et philanthrope[27]
- Lady Primrose Potter AC (1931– ), philanthrope
- Allegra Spender (1978– ), femme d'affaires et députée.
- Shemara Wikramanayake (1962– ), PDG du groupe Macquarie[28].

### Enseignement
- Joan Bernard (1918–2012), fondatrice principale de Trevelyan College, université de Durham[29].

### Medecine et sciences
- Ann Parker[27]
- Nan Waddy AC, MBE (1915–2015), psychiatre et défenseuse de la santé mentale[30].

### Sports
- Nikki Bishop (1973– ), cavaliere d'équitation qui a participé aux Jeux olympiques d'été de 1996[31]
- Gillian Campbell (1960– ), rameuse qui a participé aux Jeux olympiques d'été de 1992[31]
- Paige Campbell (1996– ), athlète de steeplechase[31]
- Lavinia Chrystal (1989– ), skieuse qui a participé aux Jeux olympiques d'hiver de 2014[31]
- Christine Davy MBE (1934– ), skieuse qui a participé aux Jeux olympiques d'hiver de 1956 et de 1960[31]
- Kitty Mackay Hodgson (1915–1974), nageuse qui a participé aux Jeux olympiques d'été de 1936[31]
- Vicki Rose Roycroft (1953– ), cavaliere équestre ayant participé aux Jeux olympiques d'été de 1984, 1988 et 1996[31]